# يوسوكي إيمامورا
يوسوكي إيمامورا (باليابانية: 今村 優介) (مواليد 27 ديسمبر 1997) هو لاعب كرة قدم ياباني.

## وصلات خارجية
- يوسوكي إيمامورا على موقع رابطة كرة القدم اليابانية للمحترفين (اليابانية)
- يوسوكي إيمامورا على موقع قاعدة بيانات كرة القدم.إي يو (الإنجليزية)
- يوسوكي إيمامورا على موقع Soccerway.com (الإنجليزية)